# روبرت إيب
روبرت إيب (بالإنجليزية: Robert Epp) هو لغوي ومترجم أمريكي، ولد في 15 ديسمبر 1926 في إلينوي في الولايات المتحدة.